# Landschaftsschutzgebiet Krebsbachtal (Lage)
Das Landschaftsschutzgebiet Krebsbachtal mit etwa 12,5 Hektar Flächengröße liegt im Stadtgebiet Lage westlich von Ohrsen. Es wurde 2006 mit dem Landschaftsplan Lage durch den Kreistag des Kreises Lippe als Landschaftsschutzgebiet (LSG) ausgewiesen.

## Beschreibung
Das LSG umfasst das 1800 Meter lange Kastentälchen Krebsbachtal. Das Schutzgebiet beginnt an der Siedlung Grester Lake in der Nähe der Helpuper Straße (L 967) und geht bis Ohrsen, wobei die Bebauung direkt angrenzt. Der Mündungsbereich des Krebsbaches in den Haferbach liegt östlich im  Landschaftsschutzgebiet Siek- und Haferbachtal. Der Krebsbach stellt sich im Oberlauf überwiegend als naturferner Bach dar, teils ist der sogar Bach verrohrt. Teilabschnitte sind am Oberlauf begradigt und der Bach verläuft in einem Regelprofil. Ufergehölze fehlen, bis auf wenige alte Kopfweiden, hier weitgehend. Der östliche Teil des Krebsbaches im LSG ist hingegen ein naturnaher Bach mit fast durchgängigem Ufergehölz. Neben Fettweiden gibt es auch extensiv genutzte Weideflächen, mit Anklängen an Feuchtgrünland. In einem breiteren Streifen Ufergehölz liegen verlandete Teiche mit Bestände des Riesen-Schachtelhalm. Auch ein naturnaher Teich mit einem Röhrichtbestand liegt im Landschaftsschutzgebiet. Außerhalb der Ortslagen grenzen einzelne Hofstellen und Ackerflächen an das Schutzgebiet. 
Der Landschaftsplan Lage führt zum LSG aus: „Das Bachtälchen stellt mit dem naturnahen Bachlauf und den bachbegleitenden Ufergehölzen/Auwald sowie den Resten von Feuchtgrünland ein wertvolles Refugialbiotop in einer ansonsten durch Ackerbau und Siedlung geprägten Umgebung dar. Das Gebiet hat regionale Bedeutung als Kern-und Trittsteinbiotop für Arten der Grünlandauen und liegt innerhalb der Biotopverbundfläche der LÖBF NRW Krebsbach bei Ohrsen.“

## Schutzzwecke für das LSG
Laut Landschaftsplan erfolgte die Ausweisung des LSG
- „zur Erhaltung und Wiederherstellung der Leistungsfähigkeit des Naturhaushaltes in ökologisch besonders wertvoll strukturierten Bereichen mit Wasser-, Klima- und Biotopschutzfunktionen,“
- „zur Erhaltung und Wiederherstellung von Quellbereichen und naturnahen Fließgewässern, Wald- und Grünlandbereichen unterschiedlicher Feuchtestufen, Feldgehölzen, Hecken und Obstwiesen,“
- „zur Erhaltung morphologisch ausgeprägter Bereiche zur Sicherung der landschaftlichen Eigenart und Vielfalt für die Erholung,“
- „zur Erhaltung wertvoller Biotopkomplexe aus Wald-Grünlandbereichen, Fließgewässern und Quellen sowie Biotopen nach § 62 LG mit wichtigen Refugial-, Puffer-, Trittstein- und Vernetzungsfunktionen,“
- „zur Erhaltung und Wiederherstellung wichtiger Rückzugsräume für die bedrohte Tier- und Pflanzenwelt,“
- „zur Sicherung der das Orts- und Landschaftsbild gliedernden und belebenden und die dörflichen Siedlungsstrukturen prägenden Freiraumelemente.“[1]

## Rechtliche Vorschriften
Im Landschaftsschutzgebiet ist unter anderem das Errichten von Bauten verboten. Grün- und Brachland darf nicht in eine andere Nutzungsart umgewandelt oder umgebrochen werden.